# 関口正司
関口 正司（せきぐち まさし、1954年 - ）は、日本の政治学者。九州大学大学院法学研究院名誉教授。

## 経歴
東京都出身。中央大学法学部卒業。東京都立大学 (1949-2011)大学院社会科学研究科博士課程修了。法学博士。東京都立大学助手、ケンブリッジ大学客員研究員、西南学院大学助教授、九州大学法学部助教授を経て教授。2019年3月退職。

## 著書
- 『自由と陶冶――J・S・ミルとマス・デモクラシー』（みすず書房、1989年）
- 『教育改善のための大学評価マニュアル――中期計画実施時の自己評価に役立つ25のポイント』（九州大学出版会、2004年）
- 『J・S・ミル――自由を探究した思想家』（中公新書、2023年）

編著
- 『政治における「型」の研究』（風行社、2009年）
- 『政治リテラシーを考える　市民教育の政治思想』（風行社、2019年）

### 訳書
- バーナード・クリック『シティズンシップ教育論――政治哲学と市民』（法政大学出版局、2011年）監訳
- J・S・ミル『代議制統治論』（岩波書店、2019年）
- J・S・ミル『自由論』（岩波文庫、2020年）
- J・S・ミル『功利主義』（岩波文庫、2021年）